# Deutsch-Französisches Hochschulinstitut
Das Deutsch-Französische Hochschulinstitut (DFHI), französisch Institut Supérieur Franco-Allemand de Techniques, d’Économie et de Sciences (ISFATES [is.fa.tɛs]), ist eine deutsch-französische Hochschulkooperation zwischen der Université de Lorraine und der Hochschule für Technik und Wirtschaft des Saarlandes (HTW).
Als erste Kooperation dieser Art beruht diese Institution auf einem Staatsvertrag zwischen Frankreich und der Bundesrepublik Deutschland. Die Außenminister der Bundesrepublik Deutschland und der Französischen Republik unterschrieben am 15. September 1978 die Regierungsvereinbarung, mit der das Deutsch-Französische Hochschulinstitut für Technik und Wirtschaft – DFHI / Institut Supérieur Franco-Allemand de Techniques, d’Économie et de Sciences – ISFATES mit Sitz in Saarbrücken bzw. in Metz gegründet wird.

## Studienangebote

Logo der HTW des Saarlandes

Logo der Université de Lorraine

Das DFHI/ISFATES bietet ein deutsch-französisches Bachelor- und Master-Studium in drei- bzw. zwei Studienjahren mit alternierenden Studienorten Metz und Saarbrücken sowie Luxemburg im trinationalen Studiengang Europäisches Baumanagement an. 
Die deutsch-französischen Studiengänge werden angeboten in den Fachrichtungen: 
- Betriebswirtschaft
- Logistik
- Informatik
- Internationales Tourismus-Management
- Elektrotechnik
- Maschinenbau
- Europäisches Baumanagement

Das Besondere daran ist, dass es sich um voll integrierte Studiengänge handelt, d. h. die Studierenden nehmen während der Studienzyklen, die abwechselnd an der Université de Lorraine (Frankreich) und der HTW des Saarlandes (Deutschland) sowie an der Universität Luxemburg (Europäisches Baumanagement) stattfinden, in gemischt nationalen Gruppen gemeinsam an allen Lehrveranstaltungen teil, wodurch ein ständiger und bereichernder Kontakt zur anderen Kultur entsteht. 
Bei erfolgreichem Abschluss erhalten die Studierenden jeweils Doppeldiplome:
- Gemeinsamer Bachelor/Licence-Abschluss der HTW und der Université de Lorraine (und unter bestimmten Voraussetzungen Bachelor of Engineering der Universität Luxemburg im Studiengang Europäisches Baumanagement)
- Gemeinsamer Master der HTW und der Université de Lorraine

sowie das Zertifikat der Deutsch-Französischen Hochschule – DFH, das insbesondere die interkulturelle und fremdsprachliche Kompetenz im jeweiligen Fachgebiet ausweist. 
Die HTW des Saarlandes und die Université de Lorraine sind Mitgliedshochschulen der DFH, die deutsch-französischen Studiengänge werden von der DFH anerkannt und gefördert. Insbesondere erhalten die Studierenden eine Mobilitätsbeihilfe der DFH in den Auslandsphasen an der jeweiligen Partnerhochschule.

## Geschichte

### 1978 – Gründung
Die Idee einer deutsch-französischen Kooperation im Hochschulbereich entstand bereits in den 60er Jahren, inspiriert durch den Élysée-Vertrag (deutsch-französischer Freundschaftsvertrag von 1963), in dem u. a. die gemeinsame Förderung von Bildung und Jugend festgeschrieben wurde. 
Die französische Region Lothringen und das deutsche Saarland boten sich aus verschiedenen Gründen für eine solche Initiative an: einerseits wollte man die Regionen bildungspolitisch aufwerten und andererseits das große Potenzial nutzen: traditionell existieren zwischen den beiden Grenzregionen enge wirtschaftliche und kulturelle Beziehungen. 
Schnell gewann man die Unterstützung der jeweiligen politischen Verantwortlichen und beschloss, ein erstes deutsch-französisches Studienangebot einzurichten. Studierenden mit hervorragenden Leistungen im Grundstudium und abgeschlossenem Vordiplom sollte die Möglichkeit gegeben werden, nach einem zweijährigen Studium die zwei nationalen Diplôme Maîtrise (F) und Diplom FH (D) zu erhalten. Das erste deutsch-französische Doppeldiplom war geboren. Die ersten Studiengänge waren Betriebswirtschaft, Elektrotechnik und Maschinenbau, bald darauf kamen Bauingenieurwesen und Informatik hinzu, zuletzt Logistik im Jahr 2002.
Die Außenminister der BRD und der Französischen Republik unterschrieben am 15. September 1978 die Regierungsvereinbarung, mit der das Deutsch-Französische Hochschulinstitut für Technik und Wirtschaft / Institut Supérieur Franco-Allemand de Techniques, d’Économie et de Sciences (DFHI/ISFATES) mit Sitz in Saarbrücken und in Metz gegründet wurde. Als organisatorische Einheit der ersten und damit ältesten deutsch-französischen Hochschulkooperation (HTW des Saarlandes und Universität Metz) blickt das Institut inzwischen auf eine über 30-jährige Erfahrung in der deutsch-französischen Hochschulausbildung zurück; noch immer handelt es sich um die umfangreichste und zahlenmäßig größte deutsch-französische Hochschulkooperation. Seit 1978 haben über 2000 Studierende das Studium erfolgreich absolviert.

### 1997 – Die Deutsch-Französische Hochschule
1997 wurde im Rahmen eines völkerrechtlichen Abkommens zwischen beiden Staaten, dem Abkommen von Weimar, die Gründung der Deutsch-Französischen Hochschule / Université franco-allemande (DFH/UFA) beschlossen. Es handelt sich um einen Verbund von Mitgliedshochschulen aus Deutschland und Frankreich mit Sitz in Saarbrücken, zu dem auch das DFHI / ISFATES seit Anbeginn gehört.

### 1999 – Neue Studienstruktur
Im Jahr 1999, kurz nach seinem 20. Geburtstag, führt das DFHI/ISFATES eine neue Studienstruktur ein. Die Ausbildung wird an die geänderten Rahmenbedingungen angepasst und modernisiert.
Das Studium beträgt nun vier Jahre und ist sofort nach dem Abitur bzw. dem französischen Baccalauréat zugänglich.

### 2005 – Bachelor/Master

IPEFAM (Mai 2012)

Im Zuge der Umsetzung des Bologna-Abkommens (1999) über die europaweite Einführung des Bachelor-Master-Systems bis 2008 werden alle sechs deutsch-französischen Studiengänge auf die gemeinsamen Abschlüsse Bachelor/Licence bzw. Master umgestellt. 
Auch wird nun ein trinationaler Bachelor-Studiengang Europäisches Baumanagement in zusätzlicher Kooperation mit der Universität Luxemburg eingerichtet.

### 2009 – Neues Gebäude in Metz
Seit dem 26. Februar 2009 ist das ISFATES in Metz im Institut Polytechnique d'Études Franco-Allemandes et de Management (IPEFAM) auf dem Campus Technopôle der Université de Lorraine angesiedelt. Das neue deutsch-französische Haus in markantem Grün bietet mit guter Infrastruktur und modernster Ausstattung ideale Voraussetzungen für die Lehre und beherbergt zugleich die Institutsverwaltung.

## Charakter des Hochschulinstituts
Zusätzlich zum fachspezifischen Unterricht, der überwiegend in der Sprache des Studienortes stattfindet, wird über die gesamte Studiendauer die jeweilige Partnersprache (Französisch bzw. Deutsch), Englisch und Interkulturelle Kommunikation gelehrt. Das daraus resultierende deutsch-französische Ausbildungsprofil mit interkultureller und fremdsprachlicher Kompetenz befähigt die Studierenden dazu, im jeweiligen Fachgebiet sowohl im nationalen als auch im deutsch-französischen und internationalen Kontext zu arbeiten, mit entsprechenden Arbeitsmarktchancen und Berufsperspektiven. 
Da die Studierenden des deutschen und französischen Kontingents jeweils gemeinsam den Studienort wechseln, kann die interkulturelle Zusammenarbeit schon ab dem ersten Semester in Theorie und Praxis eingeübt werden.
Die überschaubare Studierendenzahl (ca. 120 Neuzulassungen pro Studienjahr, ca. 20 Studierende pro Studiengang) ermöglicht eine gute Kommunikation unter den Studierenden. Zur relativ familiären Atmosphäre trägt nicht zuletzt der Studierendenverein DIVA (Dfhi-Isfates-Verein-Association) mit seinen zahlreichen Aktivitäten bei. 

## Ablauf des Studiums
Alle binationalen Studiengänge im DFHI/ISFATES folgen dem gleichen Studienverlauf: Das Studium beginnt für die Bachelor-Studierenden beider Kontingente in Metz, für die Master-Studierenden in Saarbrücken. Dabei wird jeweils die Hälfte der Studienzeit in Frankreich bzw. Deutschland absolviert.    
Studienverlauf der Bachelor-Studiengänge:
- 1. und 2. Semester an der Université de Lorraine in Metz
- 3. und 4. Semester an der HTW des Saarlandes
- 5. Semester an der Université de Lorraine (optional in einem Drittland)
- 6. Semester an der HTW in Saarbrücken – Bachelorarbeit

Studienverlauf der Master-Studiengänge:
- 1. Semester an der HTW in Saarbrücken
- 2. Semester an der HTW in Saarbrücken (optional in einem Drittland)
- 3. Semester an der Université de Lorraine in Metz
- 4. Semester Studienabschlussprojekt und Masterarbeit (außerhalb des eigenen Sprachraums)

Die Praxisphasen innerhalb der Bachelor- und Master-Studiengänge werden nicht im eigenen Sprachraum absolviert (d. h. in der Regel für die deutschen Studierenden in Frankreich bzw. im französischsprachigen Raum und umgekehrt).
Durch die zusätzliche Kooperation mit der Universität Luxemburg ergibt sich im trinationalen Bachelor-Studiengang Europäisches Baumanagement ab dem 3. Semester ein anderer Studienverlauf (3. und 4. Semester in Luxemburg). Mit 7 Semestern (anstatt der üblichen 6 Semester) weist der Studiengang zudem eine andere Studienstruktur auf. Das 5. Semester ist der Praxisphase in einem Unternehmen gewidmet.  Im Anschluss wird ein 3-semestriger binationaler Master-Studiengang Europäisches Baumanagement angeboten (1. Semester in Saarbrücken, 2. und 3. Semester in Metz), so dass auch hier die maximale Studiendauer von 10 Semestern nicht überschritten wird.

## Förderverein
Um die Ziele des Deutsch-Französischen Hochschulinstituts zu unterstützen, wurde im Februar 1990 auf Initiative des damaligen Direktors des DFHI, Rainer Reisel, unter Mithilfe der Industrie- und Handelskammer des Saarlandes und der Handwerkskammer des Saarlandes der Förderverein des Deutsch-Französischen Hochschulinstituts gegründet. Aufgabe des als gemeinnützig anerkannten Vereins ist die ideelle und materielle Unterstützung des Instituts.